# Lauter (Glan)
La Lauter (o Waldlauter) è un fiume tedesco lungo 39,4 km che nasce nel territorio di Kaiserslautern, scorre nella Renania-Palatinato e sfocia nel fiume Glan presso Lauterecken. Non va confuso con l'omonimo affluente diretto del Reno (Wieslauter).

## Geografia

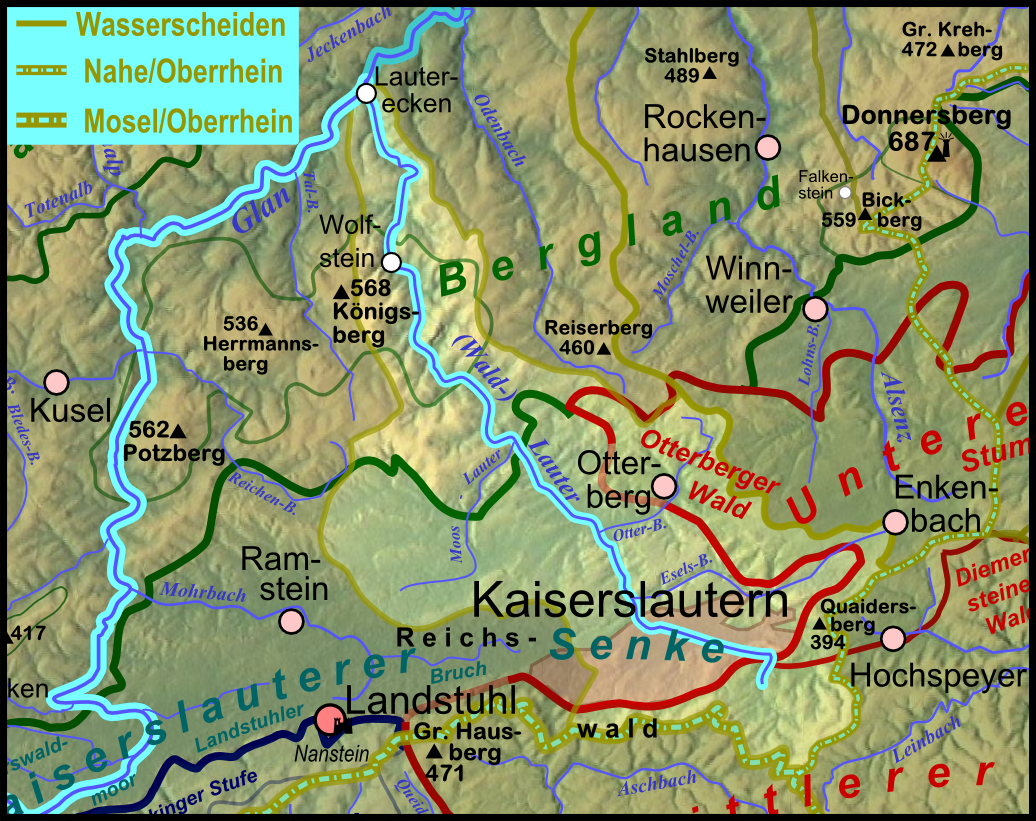
Il corso del Lauter

La Lauter nasce a circa 3 km a sud di Kaiserslautern, non lontano dalla Landstraße 504, ad un'altezza ci circa 249 m s.l.m. e si dirige a nord verso il centro abitato di Kaiserslautern ove viene canalizzato e per un certo tratto scorre sotto il livello strada. Nel parco di questa cittadina è stata realizzata una sorgente artificiale dalla quale sgorga la "Nuova Lauter" che si congiunge alla Lauter incanalata all'uscita di un impianto di trattamento delle acque reflue.
Di qui scorre prevalentemente in direzione nord-ovest passando per i comuni di Otterbach, Katzweiler, Hirschhorn/Pfalz, Untersulzbach, Olsbrücken, Kreimbach-Kaulbach, Wolfstein, Oberweiler-Tiefenbach, Heinzenhausen e Lohnweiler.
Nel suo percorso di oltre 34 km la Lauter scende dalla sorgente alla foce di un dislivello di 90 m, che corrisponde ad una pendenza media del 2,3 ‰

## Affluenti
Il maggior affluente della Lauter è l'Eselbach, lungo poco più di 12 km, ma l'altro affluente, la Mooslauter, pur avendo un percorso più breve di 2 km in meno, ha però un bacino più ampio.
| Nome           | Lato immissione | Lunghezza [km] | Bacino [km²] | Sfocia- (altezza) [s. l. m.] |
| -------------- | --------------- | -------------- | ------------ | ---------------------------- |
| Hammerbach     | sinistra        | 3,2            | 3,813        | 233                          |
| Eselsbach      | destra          | 12,3           | 27,888       | 226                          |
| Otterbach      | destra          | 9,1            | 29,564       | 217                          |
| Frauenwiesbach | sinistra        | 4,4            | 10,344       | 215                          |
| Kohbach        | sinistra        | 1,5            | 0,820        | 214                          |
| Eimerbach      | sinistra        | 1,1            | 1,092        | 214                          |
| Becherbach     | destra          | 5,5            | 5,080        | 211                          |
| Mehlbach       | destra          | 5,0            | 3,718        | 210                          |
| Lauterbach     | destra          | 4,7            | 4,259        | 209                          |
| Mooslauter     | sinistra        | 10,3           | 50,517       | 209                          |
| Wohlbach       | destra          | 2,4            | 1,979        | 209                          |
| Sulzbach       | sinistra        | 2,3            | 3,603        | 207                          |
| Rutzenbach     | destra          | 3,3            | 2,808        | 205                          |
| Holzgraben     | destra          | 1,9            | 2,865        | 204                          |
| Frankelbach    | sinistra        | 3,8            | 5,085        | 203                          |
| Kaulbach       | sinistra        | 2,0            | 1,545        | 202                          |
| Kreimbach      | destra          | 1,9            | 3,207        | 200                          |
| Schmeißbach    | sinistra        | 1,7            | 1,119        | 196                          |
| Lammelbach     | sinistra        | 1,8            | 1,923        | 194                          |
| Selbach        | sinistra        | 1,5            | 1,781        | 190                          |
| Roßbach        | destra          | 3,1            | 3,124        | 190                          |
| Breitbach      | destra          | 2,8            | 3,747        | 187                          |
| Königsbach     | sinistra        | 2,9            | 3,349        | 179                          |
| Mausbach       | sinistra        | 2,0            | 2,155        | 166                          |